# Малий Бузуків
Ма́лий Бузуків — село в Україні, у Черкаському районі Черкаської області, у складі Степанківської сільської громади.

## Населення
На сьогоднішній день за неофіційними даними в селі мешкає близько 200 осіб.
За даними перепису 2001 року в селі мешкало 309 осіб.

Крім того, за даними Загального статистичний опису Черкаського повіту, з визначенням його економічного становища, переліком населених пунктів, установ і організацій, кількості населення й іншими відомостями, що був складений повітовим ісправником солтиком 1900 року, пункт 96:
Деревня Бузуковец (Бузуковец Малый). Крестьян сельского общества. Принадлежит к I урядн. уч. 2 полицейских десятских. От уездного города 33 версты.
Крестьян: м.п. - 313, ж.п. - 291. Один хлебозапасный магазин. При реке Тясмине. 4 ветряных мельницы, 1 кузница.
Тобто станом на 1900 рік в селі мешкало 604 особи.

### Мовний склад
Рідна мова населення за даними перепису 2001 року:
| Мова       | Чисельність, осіб | Доля     |
| ---------- | ----------------- | -------- |
| Українська | 301               | 97,41 %  |
| Російська  | 8                 | 2,59 %   |
| Разом      | 309               | 100,00 % |

## Назва
Неофіційна назва села була Слобідка. Є перекази старожилів, що ніби назва походить з двох причин. По-перше, слобідками називали ті села, де не було церкви. Але вірогідніше інша причина і більше старих людей пояснюють назву по цій причині. На території села був невеликий хутір, а в ньому довгий час перебували татари. Татар було дуже багато і їм служили місцеві жителі. Вони були ніби вільними, незалежними від своїх панів, бо служили татарам і не були закріпачені. А незакріпачених жителів називали слобідці, їх поселення називали Слободами.
До 1930 року село мало назву Бузуковець (або Бузуковець Малий). Коли поселення її отримало не відомо, адже на початку це був лиш хутір з однойменною назвою. Згідно версії некомерційної організації FamilySearch, поселення мало назву Бузуковець 1569 по 1930 рік під владою різних держав. Зокрема топонім Бузуковець, разом з іншими сусідніми селами, можна помітити на Генеральних картах Київської губернії з позначенням поштових доріг 1796 року. Після приходу до влади більшовиків у 1930 році назву села було змінено на Малий Бузуків.
На сьогоднішній день офіційною назвою села є Малий Бузуків. Це назва татарського походження, оскільки «бузуків» в перекладі з татарської мови це «стріла». В історичних документах «Сказаниє о населенных местах Киевской губернии» Похілевича і «Список населенньїх мест Киевской губернии» не згадується про час заснування села і його офіційної назви.

## Історія села
З переказів старожилів та з історії відомо таке: На території села знаходили ознаки перших поселень. Поселення стояло на правому березі головного судноплавного стародавнього річища Дніпра, а на лівому березі цього рукава жило поселення під назвою «Русь». Ширина Дніпровського рукава в цьому місці була до трьох кілометрів. У річці Тясмин (колишній рукав Дніпра) знайдені уламки стародавніх кораблів. І тепер ґрунт, на якому стоїть село на глибині два-чотири метри такий, як на дні річки. Ґрунт твердий і майже весь із дрібної гальки та черепашок. Вище теперішнього села, далі на південь, очевидно, на колишньому березі стародавньої річки стояло поселення. Тепер це місце відоме під назвою Мугилки (Могилки). На цьому урочищі є ознаки перших поселень, які відносяться до скіфського періоду II-I тис. до н. е. Тут виявлено багато знарядь і різних речей з каменю та бронзи: молотки камінні, точила камінні, частину бронзового кельта, бронзові вудила, бронзову фібулу, дві частини великої розбитої фібули з прикрашеннями із червоної емалі, круглі прикраси бронзові з трьома кружками, прикрашеними орнаментами в формі хрестів із слідом червоної емалі (з розкопок графа Бобринського).
В селі є ознаки давньої фортеці. Це гора Богунова. Старі люди розповідають, що довгий час там зберігалася вишка, на якій зберігався попіл і сліди вогню. Кругом гори і тепер видно давні вали і укріплення. Тепер на Богуновій горі росте молода посадка дубків. Брам, застав, мурів на території села не збереглося.
В давнину жителі села займалися сільським господарством, рибальством та добуванням каоліну. Каолін допоміг жителям села і під час німецької окупації. Міняючи в інших селах на харчі, люди пережили голод. Запаси каоліну величезні під Богуновою горою в Богуновім яру. Каоліном всі жителі села білили кімнати. Каолін села ціниться в навколишніх селах, як такий, що не береться до одежі і не витирається на побілених стінах. Ціняться також і великі поклади каменю-граніту, на якому стоїть село Малий Бузуків і який тягнеться на багато кілометрів понад річкою Тясмин. З навколишніх сіл їздять також і за
піском, на який багате наше село. Пісок ціниться, як будівельний матеріал в домішку до цементу. Багате село і на руду глину. Є розповіді старожилів, що в давнину тут займалися гончарством, але тепер цим ніхто не цікавиться. Часто юні слідопити в ярах та під горами знаходять дивовижні камені: вугілля, камінні солі та інше. Є думка, що в місцях де розташоване наше село заховані величезні природні багатства.
Після розгрому польських військ під Жовтими Водами основні сили військ, очолених Богданом Хмельницьким, рухались правим берегом річки Тясмину через села Смілянщини: Гуляй-Городок, Малий Бузуків, Залевки — на Корсунь.
На одній з гір у селі Малий Бузуків, за народним переказом, полковник Іван Богун (див.дод.3) розгромив численну польську оборону. Ця гора й тепер називається Богуновою. Масові повстання нанесли вирішальну поразку татарам і ліквідували на деякий час владу шляхетської Польщі на Правобережній Україні, а сам Тетеря (див.дод.3) під впливом переможного розвитку народного повстання, влітку 1665 року втік у Польщу. Після його втечі козацька старшина проголосила гетьманом Правобережної України Петра Дорошенка, який додержувався турецько-татарської орієнтації.
Дорошенко у 1669 році погодився передати Правобережну Україну в залежність від султанської Туреччини. Після цього турецькі і татарські орди захопили значну частину території Правобережної України, у тім числі і Малий Бузуків.
Проти турецького ставлення Дорошенка та турецько-татарських орд розгорнулася широка боротьба лівобережних козаків та окупаційних російських військ.
Ще в 1734 році на Смілянщині відбулося гайдамацьке повстання під керівництвом сотника Верлана. Територія села Малий Бузуків також була охоплена цим повстанням.
У розповідях односельчан ще ходять легенди про гайдамацькі виступи. Від Чигирина до Сміли — вся територія була охоплена гайдамацьким повстанням, у тім числі і територія Малого Бузукова. Досі усіх Махаринців звуть гайдамаками.
Коли у 1773 році Смілі було надане Магдебурзьке право, послабився гніт селян і в Малому Бузукові. Селяни довгий час були вільні.
3 1711 року землі території нашого села належать Любомирським, пізніше їх купив Потьомкін (1787 рік) за 2 мільйони карбованців. Це був період розпаду Польщі.
З 1793 року землі належать племіннику Потьомкіна Олександру Самойлову. Пізніше, приблизно в 1814 році, землі території нашого села належать Раєвським, пізніше Яшвіль. Яшвіль був одружений з однією із Раєвських, Раєвськими село було остаточно закріпачене. Село було надзвичайно бідним і малозабезпеченим.
Піщані ґрунти не давали селянам навіть на прожиток. В Малому Бузукові, де нараховувалось 200 дворів, лише 2 господарства мали понад п'ять десятин землі. В цьому селі понад 50 відсотків господарств не мали коней. Селяни продавали свої руки на робітничих ринках, одним з яких була Сміла.
Після реформи 1861 року були численні виступи в селі за випаси. Село було безграмотним, у ньому не було навіть церкви. Раєвські не жили в цьому селі і мали тут лише свого прикажчика. Селянам не було де і на кого жалітися. Лише на 1908 рік у селі було грамотних 6 відсотків.
Після Лютневої революції та більшовистського перевороту організовано перший комітет незаможників на чолі з Махаринцем Микитою Тимофійовичем. На території села є багато окопів, які розташовані вище села на південь попід буграми. Є окопи і біля Куминого хутора, тепер гранкар'єра. Окопи залишилися від часів Німецько-радянської війни. Тут проходила лінія фронту, Корсунь- Шевченківська битва. Багато воїнів загинуло під час вигнання німецьких військ з села, під час переправи через Тясмин. У центрі села височить братська могила, де поховані ті, хто захищав і повертав сталінську владу в село Малий Бузуків. Остаточно німців вигнали з села 10 січня 1944 року.
За національністю основний склад населення — українці, переважно старожили. Населення займається сільським господарством. Але є й робітники. На території села знаходиться кам'яний кар'єр. Ще в 1914 році він почав розроблятися підрядчиком Хованським для будівництва моста через Дніпро. Камінь перевозили човнами через Тясмин на лівий берег, а потім підводами везли до Дніпра. Це була тяжка робота. Пізніше гранітний кар'єр став до дії лише в 1960 році. Це величезне підприємство за один день дає тисячі тон першосортного щебеню та каменю, який іде на будівництво всієї Черкаської області. На ньому працюють дробарки, екскаватори, бульдозери і десятки машин.
Перший колгосп, який був організований у 1929 році мав назву «Вільна праця». В нього входило чотирнадцять господарств. Першим головою колгоспу був Проценко Макар Панасович. У 1933 році в колгосп вступили майже всі господарства, і він став називатися імені Чапаєва. Після укрупнення в 1960 році з двома іншими колгоспами, господарство зветься «Родіна». Колгосп «Родіна» мав три дільниці: а) Голов'ятинська № 1 та № 2
б) Малобузуківська дільниця № 3
в) Гуляй-Городська дільниця № 4
Для розваг в селі є клуб — сільське приміщення, яке розташоване в центрі села. Приміщення було старим, а в 1967 році був закладений фундамент нового будинку культури.

## Села-сусіди
Навколо Малого Бузукова розташовані сусідні села. 
Село Голов'ятин (нині Голов'ятине) розташоване на схід від Малого
Бузукова. Є перекази, що назва цього села походить від прізвища першого
поселенця Голоп'ятого. Але є й інша думка, що назва походить від якогось
головного тину. Голов'ятине — було центром місцевого колгоспу «Родіна». 
Село Гуляй-Городок. Прикметникова форма [гул'аїгородс'киї]. Це село розташоване на північний схід від Малого Бузукова. В народних переказах згадується, що цариця Катерина II (див. дот. 11), перебуваючи в кінці XVIII ст. в Україні, з своєю придворною свитою пропливала на галерах Тясмином. Її увагу привернув чудовий краєвид долини біля Шаєвої гори. Тут вона вирішила влаштувати велике гуляння. На цьому гулянні, крім придворної знаті був улюбленець цариці польський король Понятовський. Після розбещеного гуляння Катерина II наказала наміснику України князю Потьомкіну заснувати на цьому місці поселення і назвати Гуляй-Городок. Похілевич у своєму творі «Сказание о населенньїх местностях Киевской губернии» пише, що Гуляй-Городок одержав таку назву ще й тому, що тут була дешева горілка, яку збираючись сюди, пили обездолені казенні селяни при існуючому тоді відкупі. Вони пропивали і прогулювали з горя не лише останні копійки, а й свої сорочки.
Село Сунки — знаходиться на південь від Малого Бузукова. Село розташоване в ярах, і вода Дніпрова доходила до цього села і підмивала його, а воно осувалося. Від цього і пішла назва Сунки. 
Село Залевки — розташоване на захід від села. Це колишній Дніпровський
залив.
Село Бузуків — розташоване на північ від села Малий Бузуків, на лівому березі річки Тясмин. Жителі села називають його Великий Бузуків, а жителів називають бузуквці.

## Антропоніміка

### Прізвища
Найпоширенішими прізвищами в селі є: Махаринець, Проценко, Глущенко, Поповиченко, Голуб, Майданиченко, Діденко, Грицаєнко.
Прізвище Махаринець за народним переказом бере свій початок з гайдамацьких часів. На території села була крамниця, у якій жінка продавала спиртні напої. Напої пили з бочок ринкою. Вона, запрошуючи в крамницю, виходила і махала ринкою до подорожніх козаків і гайдамаків. Від цього і пішло маха-ринця, а пізніше Махаринець. Ця легенда вірогідна тому, що Махаринців звуть ще й гайдамаками, а є окремий рід Махаринців, яких називають Крамарями. Всі носії прізвища Махаринец в Малому Бузукові мають спільного  пращура  Савву Герасимова Махаринця 1730-1803, було у нього четверо синів, троє з них дали гілки цього роду.
Прізвище Проценко пов'язане з лихварством. На лівому березі Тясмину жив багатий олійник, у якого був свій млин. Він допомагав людям позикою грошей під проценти. Люди, які брали позику будували будинки, влаштовували господарство, а цих людей стали називати Проценками (Проценко). Перші відомі прізвища роду Проценко належать Трофіму Прокопієву Проценко 1705-1800 та Данило Прокопієв Проценко 1730р.н,   перелік сімей які мешкали в селі Малий Бузуків на стан 1788 року.
Прізвище Глущенко [глушчеинко] пішло від того, що людей, які жили в зарослях лози на березі Тясмину в глуші, стали називати Глущенками. Перші відомі пращури всіх Глущенків в селі це Корній Лукиянов Глущенко 1755 р.н та Конан Лукиянов Глущенко 1766 р.н.

Прізвище Поповиченко — походження часів визвольної війни Богдана Хмельницького із польською шляхтою. Існує легенда, що після бою на Богуновій горі, козацький піп залишився в цій місцевості. Весь його дальший рід стали звати Поповиченками [поповиченко]. Засновник роду Поповіченко в селі був Онісім Лаврентієв Діченко 1735-1802, та як він був зять та приймак в родині дружини, його діти прийняли прізвище діда Афанасія Поповіченка, але декілька десятиліть поспіль писалися як Оніщенки, ці цікаві факти  підтвержують церковні сповідки та метричні записи.
Прізвище Голуб не зовсім поширене в нашому селі. Таке прізвище мають декілька сімей. Всі вони між собою родичі. Існує легенда, що колись старий житель села любив розводити голубів. Він їх купував. З часом коли випускав на волю, вони летіли до попередніх господарів, а він гнався за ними на конях. Одного разу він до тих пір бігав конем за голубами, що кінь його упав мертвим. Від того часу його і прозвали Голуб [голуби].Рід Голуб чи Голубенки походить з села Сунки, Тимофій Петров Голубенко 1812 р.н., так як його мати овдовіла  в 1817 році, то сім'я перебралася до своїх бездітних родичей Герасима  Саввіна Махаринця 1760-1840 та його дружини Анни Кирилової 1766-1844, яка ж була сестрою вдові  Ксеніі Кириловій Голубихи. 

### Прізвиська
Найпоширенішими прізвиськами в селі є: Юрчаии [јурчáни], за назвою кутка так називають тих, хто там проживає; Конвалійці, Зарічани — також за назвою кутків. Колись через село від Богунової гори, з Богунового яру до Тясмину текла невеличка річка. Вона відділяла частину села і тих людей, які жили від центра за річкою. їх стали називати зар'ічáни.
Також за назвою кутка є ще собачáни.
Крім цих загальних прізвиськ, є ще призвістка цілих родів: Крамар'і — як говорилося раніше давні жителі мали свою крамницю. Це прізвисько одного з роду Махаринців, веде свій початок від гайдамацьких часів;
Віт 'і [в'іт'і] — існує вірогідна легенда і перекази старожилів, що один з жителів Іван Андріїв Грицаєнко 1807 р.н довго, двадцять п'ять років служив в армії і коли повернувся, то говорив мішаною мовою і весь час вживав такий вираз: в'іт' ја побивá там / в'іт' ја војевáл//. Його прозвали В'іт', а весь рід, який пішов від нього стали звати В'іт'і; Вітенки вони ж Грицаєнко відміченко в ахівних документах, таких як сповідальні відомості.
Денисенки [деинисенки] — пішло від імені Денис. Всіх родичів звуть Деи — нисенками.
Левковичі [леивкович'ї] — пішло від імені Левко.
Радчуки [радчукú]. Є переказ старожилів, що один з цього роду добре грав на скрипці і в них завжди було весело, і всі радо сміялись. Від цього і пішло Радчукú. Але в наш час[коли?] всі радчукú відомі, як дуже завоїсті, які лізуть скрізь у бійку, відомі як перші «скандалісти». Але існують і інші перекази, що прізвисько це пішло від імені Радько.
Приймачки [приїмачкú]. Один з давніх жителів цього роду пристав у прийми до багатої, але старої дівки. Від нього пішов рід, який тепер називають Приїмачкú.
Маценки [мацéнки]. Один з жителів служив в армії гусаром, а коли повернувся в нових чоботях, то завжди на танцях піднімав чобота і прибивав долонями по підошвах промовляючи мацá. Його прозвали Мац'á, а весь рід Мацéнками абоМáценками/
Цимбалки [цимбалкú] — давній з цього роду житель грав добре на цимбалах.
стали після цього називати Цимбалáми або Цимбалками.
Кукутенки — так звуть рід Глущенків. Вони жили в глухих зарослях верболозу в кутку села.
Ґедзи — існують перекази, що один із старожилів села служив у пана. Панові потрібно було відправити якісь листи у Черкаси в повіт, і він послав підводою слугу. Але виявилось, що терміново потрібно щось додати, і пан посилає цього старожила пішки слідом за підводою. Він вирушає через годину після того, як поїхала підвода. Коли він прийшов у Черкаси, то виявилося, що підвода ще не приїхала. Зробивши свою справу він повертається знову додому, а підвода приїхала на дві години пізніше. Пан здивувався і говорить: «Ти мабут' леит'íў јак ґедз». Після того це прізвисько за ним і лишилося, і по цей день його потомків звуть Ґедзáми.
Запасненки [запасненки]. Дід Іван служив колись в армії царській і його звільнили в запас. Стали звати Запасній, а його дітей Запаснови (Запаснéнки)
Складаненки [складанéнки]. Це прізвисько пішло з дореволюційних часів. Ліс, який був біля села заорендували євреї і вивозили його на продаж. Один із жителів працював у євреїв. Він складав у сажні ліс. Його і прозвали Складанéнком. Всіх його потомків звуть Складаненками.
Мýдрики — це прізвисько недавнього походження. Жили два брата і один з них перехитрив іншого, швидше розбагатів і його прозвали Мудрим. Від цього і пішло прізвисько Мудрики.
Лúсики — дід упіймав у другій половині хати живу лисицю, яка залізла по курей. Його прозвали Лúсом, а його синів і внуків стали називати Лúсики.
Вахиленки [вахúлеинки]. Це прізвисько пішло від імені Василь. Цей Василь був глухий і в нього була погана вимова. Він говорив: «Вахúл'». Так його і почали звати, а тепер його синів і внуків.
Пудú [пудú]. Житель села мав свого млина і коли несли до нього молоти, він брав пуд мірчука. Його прозвали Пудом, і весь рід почали так звати.
Горянські [гор'áнс'к'і]. Люди жили на горі.

### Прізвиська окремих людей
Крацаки — прізвисько було дане монголо-татарами під час навали. В роду була красива дівчина, на яку вони казали «Красачка». Коли військо поверталося додому, цю дівчину забрали з собою. Після цього у селі батька дівчини назвали Крацак, а потім і весь рід так називають донині. 
Гарбýз — за розповідями жителів у селі жив дід Саник. Він був дуже сильний, витягав на гору сам воза. В нього був великий живіт, як гарбуз. Його прозвали Гарбуз. В наш час[коли?] його правнука також звуть Гарбуз. 
Дзвóн'ка. Це прізвисько дали одному із жителів, який працював на шахтах на Донбасі. Його звали Іван і в 1905 році царський уряд заарештував його за повстання. Звільнила його революція 1917 року. Коли він повернувся, то говорив російською мовою й ім'я Іван вимовляв так: «Дзіеван». Люди говорили: «Що він дзвонить?». Від цього його назвали Дзвон 'ка, а тепер звуть так його правнука. Але є й інші перекази, що він дзвонив без толку у дзвін. 
Таркáн. Прізвисько пішло від малого росту чоловіка і від непосидючості. 
Ништýка. Так називають тепер діда, одного з Діденків. Раніше орали дерев'яними плугами і при оранці держалися руками за чепігу. Коли з'явилися металеві Сакковські плуги, то їх не потрібно було держати руками. Коли цей дід був ще молодим, поїхав орати новим плугом і від здивування закричав: «От дивис' ни штука сам плуг оре». Після цього його прозвали Ништука. 
Цап — прізвисько від того, що носив бороду гостру, як у цапа. 
Пеитл'ýра. Цього чоловіка звали Петро, але він служив німцям і його з презирством люди називали Петлюрою. 
Кошовий — називали маленького хлопчика тому, що його звали Олег, а в селі не було більше такого імені. 
Бравен'кий — дуже некрасивий, рябий і рудий. 
Рижий — від зовнішнього вигляду. 
Всі інші особисті прізвиська мають походження від імені: Катерина, Маня і інші.

### Топоніміка
В селі є кілька кутків, які мають свої назви: Юркова [јýркова]. Існують народні перекази, що перший поселенець, який тут оселився і збудував хатину був Юрко. Говорять, що прізвище його було Грицаєнко, тому в селі це прізвище поширене, а звідки воно пішло невідомо. Його заніс цей перший поселенець.
Хутір Кумин [хутір кумин]. Заснований в період Громадянської війни на березі Тясмину, нижче на північ від села. Там було вісім будинків і всі жителі покумалися і були один одному кумами. Але декілька десятків років тому жителів цього хутора переселили і на тім місці тепер знаходиться великий гранкар'єр. Поступова назва ця відживає і вже більшість населення говорить не «п'ідемо на кумин хут'ір», а «п'ідемо на кар'єр»
Ковалівка [ковал'íўка]- колишній куток Кут. Це був глухий куток села, який заходив у очерета та верблози, які росли на Тясмині. Під час колективізації там збудували колгоспну кузню, де працювали ковалі. Від цього і куток стали називати Ковалівка, а жителів Ковал'івц'і.
Пуд'ів хутір — це місце, де жив житель з прізвиськом Пуд. Тепер це куток Собачівка, а жителів називають Собачани, тому що було багато собак.
Куток Заріччя. Це частина села, яку відділяє невеличка річка, що тече з Богунового яру. Жителів цього кутка звуть Зар'ічани.
Центральну вулицю села люди називали самі, то Пролетарс'кају, то Жовтнéвоју, але до певного часу власних назв вулицям не було. Рішенням виконкому сільської Ради дали власні назви вулицям. Центральну вулицю села назвали вулицею Чапаєва. Є провулки Гагаріна, Богуна, Богдана і вулиця Шевченка.
Площ у селі немає. Немає також і базарів.
В селі є два кладовища. Одне з них знаходиться майже в центрі села. Власної назви це кладовище не має. Жителі кажуть: «Підемо на гробки». Це основне кладовище. Є ще кладовище Давидівське — за назвою роду Давиденків, вище яких це кладовище. На цьому кладовищі поховані всі ті, що померли з голоду в 1933 році. Після цього року нікого там більше не ховали.
Гори: Для розваг молоді був і є беріг річки Тясмин, так званий Заніс. В урочисті свята молодь з баяном вирушали в урочище Черешні
Гора Черешні. Висока гора, яка розташована в лісі над Тясмином вище урочища Кунькова. Колись там був сад, бо поряд з лісовими деревами є груші і яблуні. Мабуть були там колись і черешні
Гора Богунова. За народними переказами на цій горі полковник Богун розгромив польську оборону. В честь полковника Богуна ця гора й називається Богуновою.
Гора Лапова. За народними переказами з цієї гори коні понесли на бричці попа і він утопився в озері, яке колись було біля цієї гори і яке прорвалось, зробивши яр у Тясмин
Гора Данькова. За переказами це було поле якогось Данька
На території села знаходиться величезна кількість бугрів та горбів, але вони власних назв не мають, крім одного горба, що зветься Круглик. Це горб, який стоїть поруч з Богуновою горою. Можливо, що назва пішла від його будови. Він круглий на вигляд, немов обтесаний людськими руками. Кругом нього яри.
На території села знаходяться кургани під назвою Мугилки (мова про них ішла раніше).
Долини власних назв не мають. Немає гірських пасовищ.
Є Хутірський вигін. За назвою місцевості, колись там був хутір, а тепер вигін.
Балки більшість власних назв не мають.
а) Балка-озеро. Про це говорилося раніше. Там колись було озеро, а тепер
балка.
б) Кам'ін'а балка — це балка біля Богунової гори та біля курганів Мугилки. Назва така тому, що ґрунт там кам'янистий.
в) Голубова балка — це назва така тому, що там, коли ще був хутір жили жителі на прізвище Голуб
На території села знаходиться величезна кількість ярів: а) яри Юрчанс'кі — за назвою кутка. Йдуть вони від Попової гори і утворені колишнім озером.
б) яри Кучанс'к'і — яри величезні. В кінці цих ярів стоїть бугор Круглик
в) яр Богун'іу, але тепер називають яр Сел'анс'кий, яр тягнеться від Богунової гори, паралельний ярам Кучанськгш. їх розділяє лише дорога, яка йде паралельно з ними.
г) Червоний яр. Назва пішла від того, що в цьому яру дуже багато червоного піску, але разом з тим у ньому така ж сама кількість і білого піску, такого білого, як сніг. Можливо, під цією назвою приховане щось інше
д) Явтушків яр. Назва від імені діда Явтуха. За переказами тут було його поле, а тепер яр
На території села є урочища.
Хутір Мерло. Перекази свідчать: коли пасли пастухи тут худобу, то лягли спати у балці. їх усіх знайшли мертвими. Від цього і пішла назва Хутір Мерло. Є думка, що в цій місцевості є залишки природного газу.
Долина. Це також урочище. Тут низькі місця, а кругом бугри і гори, ліси.
Кун'кова — це урочище, а також долина біля гори Черешні. Називається так тому, що там жив лісник Кунько. Він стеріг дерева на лісорозробках
Ниви власних назв не мають
На території села є луги
а) Гнилуш'і. Колись це були гнилі місця, а тепер це великий луг із соковитою травою
б) Бугри. Так називається луг, який знаходиться на березі Тясмину. Серед цього лугу є піщані кургани. І це навіть дивно. Серед зеленої і соковитої трави виступають голі піски. Імовірно, це колишні Дніпрові плавні.
в) Великий зан'іс — це також луг на березі річки Тясмин. Там косять траву для худоби.
На території села всі орні поля мають свої назви.
а) Засіка. На цьому місці був ліс. Його корчували і розсікали дорогу. Від цього і назва. Тепер там орне поле.
б) Купча. Орне поле. Називається так тому, що цю землю купили селяни у Раєвських.
в) Наділи. Ще до революції цю землю наділили людям. Це було у 1905 році.
г) Федоренкове. Назва пішла від того, що це було поле невідомого
Федоренка
д) Залевківське. Називається так від назви сусіднього села Залевки. Це поле під час колективізації відійшло до нашого села
е) Перелісок. Орне поле. Називається тому, що воно вклинюється в ліс
є) Триколисове. Звідки пішла назва невідомо. Під цим полем є переярок, а в ньому червона глина, якою жінки підмазували призьби. Сьогодні місце для полювання на копитних та пушного звіра.
Непридатні землі мають назви
а) Радьківщина. Назва пішла від прізвиська Радчук. Там були його поля.
б) Непридатними є клини. Таких клинів є багато, але тільки біля Кучанських ярів вони мають назви: а) Козин. Назва мабуть від того, що там ростуть кущі козельків, які люблять
кози.
б) Голий. Але він не голий на ньому така ж сама рослинність.
в) Довгий. Назва така, оскільки він найдовший за всі клини.
г) Круглик. Цей клин знаходиться недалеко від берега Круглик. Він також має округлу форму.
д) Ваканець. Назва така тому, що там ростуть величезні дерева акацій, які жителі називають [вакаціуа].
Всі інші непридатні землі назв не мають. Але тепер ці землі роблять придатними. На них зеленіють молоді сосонки.
Власні назви пов'язані з місцевою флорою.
а) Князівський ліс. Це величезний лісовий масив, який тягнеться до села
Сунки. Назва така тому, що він належав княгині Яшвіль.
б)Тимошенків. Це ліс біля Тимошенкової гори.
г) Калєпин ліс. За назвою лісника, якого вбили бандити в Громадянську
війну.
в) Ліс Дробота. Назва така тому, що був лісник Дробот.
На території села багато садів: а) Явтушків сад. Назва пішла від імені діда Явтуха
б) Мусєйкіи сад. Назва від прізвиська Мусєйка. У Мусєйкиному саду є невеличке джерело, де завжди б'є вода. Ця вода краща за мінеральну. Існують перекази, що цією водою раніше лікували соняшниці і різі в животі. Це джерело слід було б дослідити
в) Васильківський сад. Названий за прізвищем господаря. Сад дуже старий

### Гідроніка
На території села немає водоймищ, морів, заток.
Біля села протікає річка Тясмин, притока Дніпра, яка бере свій початок за Новомиргородом. Назва ця походить від слова Т'іс'ма, покручена, як стрічка. З історії відомо, що це колишній судноплавний рукав Дніпра. Притоки річки Тясмин — Мідянка, Сріблянка, Сухий Ташлик, Гнилий Ташлик. На території села були величезні непрохідні болота, які тяглися в ширину на три-пять кілометри. Після проведення осушення болота зникли. На місцях непрохідних і топких пізніше ростуть лани буряків і кукурудзи. Тясмин змінив своє русло. Уже немає русла річки біля урочища Бакаї. Річка тече понад селами Степанки, Хацьки, обминаючи Залевки.
Береги річки Тясмин мальовничі, тут ростуть верби, ліси. Вода в річці прісна, береги піщані, дно піщане та кам'янисте, а подекуди і топке.
Старе русло Тясмину понад урочищем Бакаї називають Хвоса. Тут дуже швидко текла вода і були ями, які називали кінськими. Тепер тут залишилися сухі балки, але старі назви залишилися.
Озерявиии. Так називали чисті місця на болотах, де поміж лататтям та очеретами стояли чисті озерця води. На озерявини часто їздили мисливці за дикими качками. Уже немає боліт і озерявин, на цих місцях ростуть трави, але назва ще побутує.
Забрід. Так називається урочище, де випасають худобу. Раніше там був брід, а тепер вода висохла і гонять скот пасти і говорять: «Гонем пасти на забрід».
На Тясмині є ще струги. Це порізані в очеретах та плавнях канали через болота: Явтушкова струга. Знаходилась проти діда Явтуха.
Петрушкова струга. Також за прізвиськом господаря, який її прорізав.
Крива струга. Це найповноводніша з усіх. Вода в ній тече дуже швидко і ніколи не замерзає зимою
Хитюче. Це немов озерце біля Тясмину. В ньому дуже грюзьке дно, кругом очерети. За розміром невелике. Береги в ньому лежать на воді і на них можна гойдатися. Знаходиться воно ближче до села Голов'ятине.
Лиман. Це частина Тясмину, що знаходиться біля села Гуляй-Городок. Тут води розливаються широко, утворюючи немов море. Ще з давніх-давен місце для полювання на пернатих.
Бакаї. Колись за Тясмином на другому березі заносу були великі ями повні води і риби. Це були своєрідні озера, порослі очеретом та рогозом. Тепер вода висохла, лише залишилися канави, зрідка є вода. Але назва за ними лишилася Бакаї. Знаходиться це місце в лісі за Тясмином.
Гнилуші. Ця назва залишилася з давніх-давен. Це місцевість на лугах недалеко від Тясмину. Колись, розповідають старожили, тут були гнилі ями, драговиння. Там не можна було ходити. Але тепер це розкішні луги з травою та калиною, хоч і залишилася давня назва Гнилуші.
Криничка. Це місцевість знаходиться біля гори Черешні — місце розваг молоді. Там завжди варять кашу. Мабуть тому, що внизу розташована криниця. Місцевість цю називають Криничка. Колись раніше тут було декілька криниць. Всі інші криниці власних назв не мають.

## Інфраструктура
В селі працює один магазин, сільський клуб, Малобузуківський гранітний кар'єр

## Люди
В селі народилися
- Проценко Дмитро Пилипович (1899—1980) — український радянський фізіолог рослин.
- Темний Дмитро Вікторович (1991—2019) — молодший сержант Збройних сил України, учасник російсько-української війни.
- Махаринець Микола Григорович (1971—2022) — молодший сержант Збройних сил України, учасник російсько-української війни.